# High Voltage Festival
High Voltage Festival es un festival de música que se realizó en el Victoria Park de la ciudad de Londres en Inglaterra los años 2010 y 2011, en la última semana del mes de julio.
En dos días de duración de cada edición, convocó a varios artistas musicales del heavy metal, rock progresivo y el rock clásico, divididos en tres escenarios. A pesar de tener uno de los precios más caros para un festival de esta categoría, 163 euros para los dos días en la versión del 2010, obtuvo gran éxito con un poco más de 30 000 personas en total.
En la versión del año 2011 además del espectáculo musical, contó con una exhibición de Evel Knievel y un festival de cerveza, complementada con otros artistas musicales de menor categoría.
La tercera versión del festival, fue suspendida por la realización de los Juegos Olímpicos de Londres 2012. En cuanto a la versión del 2013, el sitio oficial del certamen informó que no habrá nueva edición, sin embargo no confirman el término del festival tras dos años de no realización.
En la primera edición del festival, se presentó la banda Heaven and Hell con los cantantes invitados Glenn Hughes y Jørn Lande, con el propósito de dar un concierto tributo a Ronnie James Dio fallecido sólo semanas antes.

## Lista de artistas invitados

### High Voltage 2010[4]
| Sábado 24 de julio                                               |                                                                        |                                                                                       |
| Escenario Rock clásico                                           | Escenario Progresivo                                                   | Escenario Metal Hammer                                                                |
| ZZ Top Heaven and Hell Foreigner Gary Moore The Answer The Union | Transatlantic Asia Zappa Plays Zappa Bigelf Focus Pendragon Touchstone | Black Label Society Saxon Cathedral HammerFall Orange Goblin Black Spiders New Device |

| Domingo 25 de julio                                                                              |                                                                                             |                                                      |
| Escenario Rock clásico                                                                           | Escenario Progresivo                                                                        | Escenario Metal Hammer                               |
| Emerson, Lake & Palmer Down 'n' Outz Ian Hunter Joe Bonamassa Bachman & Turner UFO The Quireboys | Marillion Argent Uriah Heep Magnum Martin Turner's Wishbone Ash Steve Hackett The Reasoning | Down Opeth Clutch High On Fire Audrey Horne Lethargy |

### High Voltage 2011[5]
| Sábado 23 de julio                                                       |                                                                                             |                                                                                     |
| Escenario Rock clásico                                                   | Escenario Progresivo                                                                        | Escenario Metal Hammer                                                              |
| Judas Priest Slash Thin Lizzy Queensrÿche Rival Sons Skin Michael Monroe | John Lees' Barclay James Harvest Neal Morse Anathema Caravan Amplifier Von Hertzen Brothers | Electric Wizard Grand Magus Sylosis Triggerfinger Ravens Creed Primitai Attica Rage |

| Domingo 24 de julio                                                                                           |                                                                    |                                                                          |
| Escenario Rock clásico                                                                                        | Escenario Progresivo                                               | Escenario Metal Hammer                                                   |
| Dream Theater Black Country Communion Thunder Michael Schenker Group Saint Jude Heaven's Basement Love Fungus | Jethro Tull Spock's Beard Mostly Autumn Curved Air The Enid Pallas | Neurosis Black Spiders Graveyard Gentlemens Pistols The Treatment FuryOn |